# Colotois nubilosa
Colotois nubilosa là một loài bướm đêm trong họ Geometridae.